# Cinzia De Ponti
Cinzia De Ponti, de son vrai nom Cinzia Fiordeponti (née le 3 octobre 1960 à Pescara) est une mannequin, animatrice de télévision et actrice italienne. Elle a été couronnée Miss Italie en 1979.

## Filmographie partielle
- 1982 : L'Éventreur de New York de Lucio Fulci
- 1987 : Ultimo minuto de Pupi Avati
- 1987 : Bianco Apache de Claudio Fragasso et Bruno Mattei : Isabella
- 1988 : Un amore di donna de Nelo Risi